# Nekrolog 1666
Nekrolog
◄◄
| ◄
| 1662
| 1663
| 1664
| 1665
| 1666 | 1667 | 1668 | 1669 | 1670 | ► | ►►
Weitere Ereignisse | Allgemeiner Nekrolog 1666
Die Beschreibung der verstorbenen Person sollte so kurz wie möglich gehalten sein und nur deren signifikante Tätigkeit(en) enthalten.
Neue Namen ggf. auch unter dem Geburts- und Sterbedatum, also etwa unter 1. Januar und im Geburts- und Sterbejahr (2024) eintragen (nur bei entsprechender großer Wichtigkeit). Für Beispiele siehe die schon vorhandenen Artikel.
Außerdem über die fünf zuletzt Verstorbenen, zu denen es einen ausreichend guten Artikel für eine Präsentation auf der Hauptseite gibt, nach der todesbedingten Überarbeitung der Artikel ggf. auch unter Wikipedia Diskussion:Hauptseite informieren und sie am besten auch in den anderen Wikipedia-Sprachversionen eintragen. Tipp: Regelmäßig bei news.google.de nach „ist tot“, „gestorben“ oder „verstorben“ suchen.
Wenn eine Person gestorben ist, gibt es viele Seiten zu dieser Person in der Wikipedia, die davon auch betroffen sind und entsprechend aktualisiert werden müssen. Beispiele: Namenübersichtsseite, Geburtsjahr, Geburtsort-Seiten und viele mehr.
Wie finde ich die betroffenen Seiten?
Im Suchfeld auf der linken Seite gibt man den Suchbegriff so ein: „Vorname Nachname“. Dann klickt man auf Volltext und alle Seiten mit entsprechendem Suchtext werden aufgerufen. Hier sieht man dann schnell, wo auch das Todesjahr Sinn macht oder sogar ein Teil des Artikels angepasst werden muss. Auch hilft das „Werkzeug“ auf der linken Seite sehr gut, um solche Seiten aufzufinden: „Links auf diese Seite“. Somit ist die Wikipedia wieder aktuell in allen Bereichen! Hinweis: bei Eintragung der Kategorie „Gestorben JAHR“ wird der Missbrauchsfilter 49 ausgelöst, was jedoch nicht schlimm ist. Siehe: Spezial:Missbrauchsfilter/49
Dies ist eine Liste von im Jahr 1666 verstorbenen bekannten Persönlichkeiten. Die Einträge erfolgen innerhalb der einzelnen Daten alphabetisch sortiert. Tiere sind im Nekrolog für Tiere zu finden.

## Januar
| Tag        | Name                    | Beruf, bekannt als                                      | Alter | Beleg |
| ---------- | ----------------------- | ------------------------------------------------------- | ----- | ----- |
| 6. Januar  | Abraham Senior Teixeira | portugiesischer Bankier, Finanzier und Kaufmann         |       |       |
| 17. Januar | Giacomo Corradi         | italienischer Kardinal und römisch-katholischer Bischof | 63    |       |
| 20. Januar | Anna von Österreich     | Infantin von Spanien, Regentin von Frankreich           | 64    |       |
| 24. Januar | Johann Andreas Herbst   | deutscher Komponist                                     |       |       |
| Januar     | Francesco della Porta   | italienischer Organist und Komponist                    |       |       |

## Februar
| Tag         | Name                               | Beruf, bekannt als                                | Alter | Beleg |
| ----------- | ---------------------------------- | ------------------------------------------------- | ----- | ----- |
| 1. Februar  | Shah Jahan                         | indischer Kaiser und Erbauer das Taj Mahal        | 74    |       |
| 8. Februar  | Marcantonio Franciotti             | italienischer Bischof und Kardinal                | 73    |       |
| 16. Februar | Jean de Lauzon                     | Gouverneur von Neufrankreich (1651–1657)          |       |       |
| 19. Februar | Willem van Honthorst               | niederländischer Maler                            |       |       |
| 21. Februar | Armand de Bourbon, prince de Conti | französischer Adliger                             | 36    |       |
| 22. Februar | Georg Christoph Schäfer            | deutscher Jurist                                  | 37    |       |
| 24. Februar | Nicholas Lanier                    | englischer Komponist, Sänger, Lautenist und Maler |       |       |
| 26. Februar | Nicholas Crisp                     | englischer Royalist und Kaufmann                  |       |       |

## März
| Tag      | Name                        | Beruf, bekannt als                                                 | Alter | Beleg |
| -------- | --------------------------- | ------------------------------------------------------------------ | ----- | ----- |
| 3. März  | Georg Friedrich von Trott   | kurbrandenburger Generalmajor und Kommandant der Festung Peitz     |       |       |
| 6. März  | Giovanni Domenico Peri      | italienischer Kaufmann (Genua)                                     |       |       |
| 11. März | Jacob van Es                | flämischer Maler                                                   |       |       |
| 15. März | Daniel Heinrici             | deutscher lutherischer Theologe                                    | 50    |       |
| 15. März | Johannes Leib               | deutscher Arzt, Jurist, Theologe, Dichter und Liederdichter        | 74    |       |
| 15. März | Nikolaus Rippel             | Schweizer Politiker                                                | 71    |       |
| 17. März | Diego Benavides de la Cueva | Vizekönig von Navarra und Peru                                     |       |       |
| 26. März | Heinrich Kerkmann           | Bürgermeister von Lemgo und berüchtigt für seine Hexenverfolgungen | 78    |       |
| 26. März | Gottfried Schlüter          | deutscher Logiker und lutherischer Theologe                        | 60    |       |
| 31. März | Kaspar Colonna              | deutscher Offizier                                                 |       |       |

## April
| Tag       | Name                                      | Beruf, bekannt als                                   | Alter | Beleg |
| --------- | ----------------------------------------- | ---------------------------------------------------- | ----- | ----- |
| 1. April  | Wenceslaus Leszczynski                    | polnischer Theologe                                  | 60    |       |
| 1. April  | Valentin Schäfer                          | Dresdner Ratsherr und Bürgermeister                  |       |       |
| 7. April  | Johann Lorentisch                         | italienischer Steinmetzmeister des Barock            |       |       |
| 8. April  | Hans Georg von Schleinitz                 | deutscher Verwaltungsbeamter und Gelegenheitsdichter | 67    |       |
| 11. April | Charles de Visch                          | zisterziensischer Historiker                         | 69    |       |
| 12. April | Johann Rudolf Wettstein                   | Schweizer Diplomat und Bürgermeister von Basel       | 71    |       |
| 25. April | Johann Reinhard II. von Hanau-Lichtenberg | deutscher Adliger                                    | 38    |       |
| 27. April | Vitus Büscher                             | deutscher evangelischer Theologe                     |       |       |
| April     | Dietrich Speckhewer                       | Bürgermeister der Reichsstadt Aachen                 |       |       |

## Mai
| Tag     | Name                               | Beruf, bekannt als                                                                                     | Alter | Beleg |
| ------- | ---------------------------------- | --- | ----- | ----- |
| 1. Mai  | Christoph Notnagel                 | deutscher Mathematiker und Astronom                                                                    | 58    |       |
| 3. Mai  | Wolf August Carl von Schellendorff | deutscher Standesherr                                                                                  |       |       |
| 6. Mai  | David Schwertner                   | deutscher lutherischer Theologe                                                                        | 40    |       |
| 6. Mai  | Paul Siefert                       | deutscher Komponist und Organist                                                                       |       |       |
| 13. Mai | Pier Francesco Mola                | römischer Maler                                                                                        | 54    |       |
| 21. Mai | Filiberto Lucchese                 | italienischer Baumeister und Geometer                                                                  |       |       |
| 22. Mai | Caspar Schott                      | deutscher wissenschaftlicher Autor und Pädagoge, Mitarbeiter des Universalgelehrten Athanasius Kircher | 58    |       |
| 26. Mai | Hendrick Moreelse                  | niederländischer Jurist und Bürgermeister von Utrecht                                                  | 50    |       |
| 29. Mai | Johannes Werlin                    | deutscher Benediktinerpater, Komponist und Liedsammler                                                 |       |       |
| 30. Mai | Michael Beer                       | österreichischer Architekt und Baumeister                                                              |       |       |
| 31. Mai | Johann Wilhelm Mannagetta          | kaiserlicher Leibarzt, Universitätsprofessor, Historiker und Mathematiker                              | 78    |       |

## Juni
| Tag      | Name                           | Beruf, bekannt als                                                          | Alter | Beleg |
| -------- | ------------------------------ | --------------------------------------------------------------------------- | ----- | ----- |
| 2. Juni  | Andreas Koch                   | deutscher Pfarrer, der in Lemgo wegen Hexerei hingerichtet wurde            |       |       |
| 3. Juni  | Christian Chemnitz             | deutscher lutherischer Theologe                                             | 51    |       |
| 11. Juni | Cornelis Evertsen der Ältere   | niederländischer Vizeadmiral                                                | 55    |       |
| 14. Juni | William Clarke                 | englischer Politiker                                                        |       |       |
| 15. Juni | Pieter de Bitter               | niederländischer Admiral                                                    |       |       |
| 16. Juni | Richard Fanshawe, 1. Baronet   | englischer Jurist, Diplomat, Dichter und Übersetzer                         |       |       |
| 17. Juni | Carlo di Ferdinando de’ Medici | italienischer Kardinal und Bischof                                          | 71    |       |
| 25. Juni | Christoph Caspar               | Bürgermeister von Tübingen und Mitglied im Kleinen Ausschuss der Landschaft | 51    |       |
| 29. Juni | Mateo Cerezo der Jüngere       | spanischer Maler                                                            | 29    |       |
| 30. Juni | Adam Krieger                   | deutscher Komponist und Kirchenmusiker                                      | 32    |       |

## Juli
| Tag      | Name                                              | Beruf, bekannt als                                       | Alter | Beleg |
| -------- | ------------------------------------------------- | -------------------------------------------------------- | ----- | ----- |
| 5. Juli  | Albrecht VI.                                      | Herzog von Bayern-Leuchtenberg aus dem Hause Wittelsbach | 82    |       |
| 11. Juli | Heinrich Christoph Naso                           | deutscher Amtshauptmann und Rittergutsbesitzer           | 51    |       |
| 20. Juli | Tilemann Backhaus                                 | deutscher Pädagoge                                       | 41    |       |
| 23. Juli | Katharina Steb                                    | deutsche wegen Hexerei angeklagte Frau                   |       |       |
| 23. Juli | Francis Willoughby, 5. Baron Willoughby of Parham | englischer Kolonisator von Suriname                      |       |       |
| 24. Juli | Heinrich von Taube                                | Oberhofmarschall und Amtshauptmann                       | 74    |       |
| 26. Juli | Camillo Francesco Maria Pamphilj                  | italienischer Kardinal und päpstlicher General           | 44    |       |
| 27. Juli | Georg Lilien                                      | deutscher lutherischer Theologe                          | 69    |       |
| 30. Juli | Franz Erdmann                                     | Herzog von Sachsen-Lauenburg                             | 37    |       |

## August
| Tag        | Name                                    | Beruf, bekannt als                                                                       | Alter | Beleg |
| ---------- | --------------------------------------- | ---------------------------------------------------------------------------------------- | ----- | ----- |
| 5. August  | Johan Evertsen                          | niederländischer Vizeadmiral                                                             | 66    |       |
| 10. August | Frans Hals                              | holländischer Maler                                                                      |       |       |
| 10. August | Georg Friedrich vom Holtz zu Niederholz | deutscher General im Dreißigjährigen Krieg                                               | 68    |       |
| 10. August | Sebastian Wilhelm von Meel              | würzburgischer und kurmainzischer Kanzler                                                |       |       |
| 12. August | Johann von Mandl                        | deutscher Staatsmann                                                                     | 78    |       |
| 15. August | Adam Schall von Bell                    | deutscher Missionar vom Orden der Jesuiten                                               | 74    |       |
| 16. August | Adam Lorenz von Toerring-Stein          | Bischof von Regensburg                                                                   | 52    |       |
| 16. August | Christine Margarete zu Mecklenburg      | Herzogin zu Mecklenburg[-Schwerin]                                                       | 51    |       |
| 19. August | Anton Günther I.                        | Graf von Sondershausen                                                                   | 46    |       |
| 24. August | Karl Ulrich von Bassewitz               | mecklenburgischer Vizelandmarschall und deutsch-dänischer Offizier                       | 65    |       |
| 26. August | Quirinus Indervelden                    | Deichgraf                                                                                |       |       |
| 28. August | Giulio Maria Odescalchi                 | italienischer römisch-katholischer Geistlicher und Bischof von Novara                    |       |       |
| 30. August | Benedikt Carpzov der Jüngere            | deutscher Strafrechtler, Hexentheoretiker und Begründer der deutschen Rechtswissenschaft | 71    |       |

## September
| Tag           | Name                                    | Beruf, bekannt als                                                 | Alter | Beleg |
| ------------- | --------------------------------------- | ------------------------------------------------------------------ | ----- | ----- |
| 1. September  | Johannes Hoornbeek                      | niederländischer reformierter Theologe                             | 48    |       |
| 4. September  | Girolamo Colonna der Ältere             | italienischer Kardinal und Diplomat                                | 62    |       |
| 4. September  | Georg Reinhard                          | Graf von Ortenburg                                                 | 59    |       |
| 6. September  | Hilger Burghoff                         | Zisterzienserabt im Kloster Sedlec                                 |       |       |
| 10. September | Christian Günther II.                   | Graf von Arnstadt (ab 1642)                                        | 50    |       |
| 11. September | Paul Fürst                              | Nürnberger Verleger, Kunst- und Buchhändler                        |       |       |
| 17. September | August II.                              | Herzog zu Braunschweig-Lüneburg                                    | 87    |       |
| 23. September | François Mansart                        | französischer Architekt und Baumeister                             | 68    |       |
| 23. September | Hannibal Sehested                       | dänischer Staatsmann und Reichsrat                                 |       |       |
| 25. September | Abbas II.                               | Schah von Persien                                                  | 32    |       |
| 27. September | Georg Albrecht von Brandenburg-Kulmbach | deutscher Adeliger und Begründer einer hohenzollerschen Nebenlinie | 47    |       |
| September     | Johann Schultingh                       | niederländischer Historiker                                        |       |       |

## Oktober
| Tag         | Name                                  | Beruf, bekannt als                                       | Alter | Beleg |
| ----------- | ------------------------------------- | -------------------------------------------------------- | ----- | ----- |
| 12. Oktober | Theodor Graswinckel                   | niederländischer Jurist                                  | 66    |       |
| 12. Oktober | Louis II. de La Trémoille-Noirmoutier | französischer Adliger und Militär                        | 53    |       |
| 13. Oktober | Francisco Manuel de Melo              | portugiesischer Dichter                                  | 57    |       |
| 18. Oktober | Jan Wils                              | niederländischer Landschaftsmaler und Zeichner           |       |       |
| 27. Oktober | Manuel António von Portugal           | niederländisch-portugiesischer Adeliger                  | 66    |       |
| 29. Oktober | James Shirley                         | englischer Schriftsteller                                | 70    |       |
| 31. Oktober | Hieronymus Frobenius                  | deutscher Arzt und Politiker, Bürgermeister von Arnstadt |       |       |

## November
| Tag          | Name                                       | Beruf, bekannt als                                                                                              | Alter | Beleg |
| ------------ | ------------------------------------------ | --- | ----- | ----- |
| 3. November  | Ascanio Filomarino                         | italienischer Geistlicher, Erzbischof von Neapel und Kardinal                                                   |       |       |
| 3. November  | Johann Sigismund Mislik von Hirschov       | böhmischer Adliger und Militär                                                                                  |       |       |
| 3. November  | Henri Auguste de Loménie                   | Marineminister von Frankreich, Außenminister von Frankreich                                                     |       |       |
| 4. November  | Elisabeth Bernhardine von Tübingen         | Freifrau von Lichteneck                                                                                         | 42    |       |
| 6. November  | Luisa von Guzmán                           | Königin von Portugal (als Ehefrau, nicht als Herrscherin eigenen Rechts)                                        |       |       |
| 7. November  | Johann Conrad Dannhauer                    | deutscher lutherischer Theologe, Rhetoriker, Hermeneutiker und Dichter                                          | 63    |       |
| 8. November  | Andreas Cruesen                            | Theologe sowie Bischof von Gent und Mechelen                                                                    |       |       |
| 30. November | Rudolf Wilhelm zu Innhausen und Knyphausen | Diplomat in Diensten der Generalstaaten, Begründer der holländischen Linie der Familie Innhausen und Knyphausen |       |       |
| November     | Jeremias de Decker                         | niederländischer Dichter                                                                                        |       |       |

## Dezember
| Tag          | Name                              | Beruf, bekannt als                                                            | Alter | Beleg |
| ------------ | --------------------------------- | ----------------------------------------------------------------------------- | ----- | ----- |
| 7. Dezember  | Jan Deyman                        | holländischer Chirurg                                                         |       |       |
| 10. Dezember | Siegmund Friedrich von Wallenrodt | kurbrandenburgischer Obrist über ein Reiter-Regiment, Erbherr auf Draulitten. | 45    |       |
| 21. Dezember | Charles d’Escoubleau              | französischer Adliger und Militär                                             |       |       |
| 22. Dezember | Giovanni Francesco Barbieri       | italienischer Maler des Barock                                                | 75    |       |
| 26. Dezember | Alexandrine von Taxis             | Generalpostmeisterin und Gräfin                                               |       |       |

## Datum unbekannt
| Tag | Name                             | Beruf, bekannt als                                                   | Alter | Beleg |
| --- | -------------------------------- | -------------------------------------------------------------------- | ----- | ----- |
|     | Hans Konrad Asper                | Münchner Baumeister                                                  |       |       |
|     | Vitus Bacheneder                 | Benediktiner                                                         |       |       |
|     | Giovanni Battista Baliani        | italienischer Mathematiker und Physiker                              |       |       |
|     | Jan Abrahamszoon Beerstraten     | niederländischer Maler                                               |       |       |
|     | Johann Rudolf Philipp Forer      | Schweizer evangelischer Geistlicher                                  |       |       |
|     | Jean Ogier de Gombauld           | französischer Schriftsteller                                         |       |       |
|     | Sigismund Gyllenstierna          | polnischer Kastellan von Danzig                                      |       |       |
|     | Anna Maria de Heers              | flämische Ursulinin                                                  | ~56   |       |
|     | Heinrich Hein                    | livländischer Theologe und Rechtswissenschaftler                     |       |       |
|     | Hermann Adolf                    | Graf zu Lippe-Detmold                                                |       |       |
|     | Kurbat Iwanow                    | Entdecker und Kartograph                                             |       |       |
|     | Gysbert Japicx                   | niederländisch-friesischer Schriftsteller der Renaissance            |       |       |
|     | Karl Wilhelm Eugen               | Markgraf von Baden-Rodemachern und Domherr in Köln                   |       |       |
|     | Georg von Meding                 | Hofbeamter und Soldat                                                |       |       |
|     | Łukasz Opaliński                 | polnischer Adliger, politischer Aktivist, Schriftsteller und Dichter |       |       |
|     | Christopher Paudiß               | deutscher Maler des Barock                                           |       |       |
|     | Iwan Iwanowitsch Rebrow          | russischer Entdecker                                                 |       |       |
|     | Michail Wassiljewitsch Staduchin | russischer Entdecker                                                 |       |       |
|     | Tobias Weller                    | deutscher Orgelbauer                                                 |       |       |